# 축산항
축산항(丑山港)은 경상북도 영덕군 축산면 축산리에 있는 어항이다. 1971년 12월 21일 국가어항으로 지정되었다. 관리청은 해양수산부 동해어업관리단, 시설관리자는 영덕군수이다.

## 명칭 유래
축산리는 소가 누워 있는 형국이라서 축산리라고 부르게 되었으며 축산항은 축산, 축산포, 축산도라고도 한다.

## 어항 구역
본 항의 어항구역은 다음과 같다.
- 육역: 경상북도 영덕군 축산면 축산리 218-5 외 31필지(상세내역은 생략)[1]

## 개발 계획
2009년 9월 14일 본 항에 대한 어항정비계획이 고시되었다. 정비계획 물량은 다음과 같다.
- 물양장 50m, 접속호안 38.5m, 안전난간 886m, 해수소통구 제외 2개소, 월파방지공 151.5m

## 주요 어종
축산항의 주요 어종은 오징어, 문어, 도루묵, 대게 등이다.

## 여행 정보
- 축산항은 해안까지 산지가 임박해 해안선이 단조로운 구릉성 지형의 어항으로 1993년 정비계획을 수립했다. 또한 동해고속도로가 개통되면서 생산물의 유통과 관광산업의 발달로 영덕군의 2대 어항으로 자리 잡았다.[3]
- 축산항은 산과 바다로 둘러싸인 천연조건을 갖춘 아담한 항으로 영덕대게를 비롯하여 동해의 무공해 해산물을 좀 더 맛있게 먹으려면 축산항으로 가면 된다. 영덕군에서 대게의 원조를 느낄 수 있는 대게 원조 마을이 축산항에 자리 잡고 있어서 다양한 요리로 만들어 먹는 대게와 다양한 대게를 보는 재미를 동시에 느낄 수 있다.[4]
- 역사적 기록을 담은 신돌석 장군 유적지와 3.1 의거기념탑 등은 자연과 어우러져 경건한 마음으로 다가와 편안함을 느낄 수 있다.
- 대게 원조마을, 영덕 조각공원, 신돌석장군 유적지

## 먹거리
- 대게 요리